# Banana
Banana ist eine Hafenstadt in der Demokratischen Republik Kongo.
Sie liegt auf einer Landzunge nördlich der Mündung des Kongos am Atlantischen Ozean. Ungefähr 20 km südlich der Stadt befindet sich in der Flussmündung die Grenze zu Angola, jenseits das angolanische Soyo. Die Stadt Banana gehört zur Verwaltungseinheit Kongo Central. Sie zählt zu den ältesten Siedlungsräumen des Kongos.
Im 19. Jahrhundert entwickelte sich die Stadt unter belgischer Herrschaft zu einem wichtigen Standort für den Sklavenhandel. Insbesondere die Hafenanlagen waren in diesem Zusammenhang von großer Bedeutung. Bis 1960 war Banana einer der wesentlichen Stützpunkte der belgischen Marine.
Philatelisten ist Banana vor allem dank der Taubenpostlinie Banana–Boma aus dem Jahr 1905 ein Begriff. In den 1900er Jahren bestand eine eigene Taubenpost zwischen Boma, der damaligen Hauptstadt Belgisch-Kongos, und der Hafenstadt Banana. Zur damaligen Zeit befand sich das Telegrafennetz des Kongos noch im Aufbau. Die erste Telegrafenlinie Banana – Boma – Léopoldville – Coquilhatville war im Jahr 1905 nur teilweise fertiggestellt. Die belgische Regierung entschloss sich deshalb zur Einrichtung einer provisorischen Taubenpostlinie, die bis zur Eröffnung der restlichen Teilstücke gegen Ende des Jahrzehnts bestand.